# Douglas AC-47 Spooky
Douglas AC-47 Spooky (neboli AC-47D Gunship a také přezdívaný „Puff, the Magic Dragon“ nebo „Dragonship“) byl první ze série letounů palebné podpory (anglicky Gunship) vyvinutých letectvem Spojených států amerických (dále jen USAF) během války ve Vietnamu. Předpokládalo se, že bude mít větší palebnou sílu, než lehké a střední bitevní letouny, která bude potřeba v situacích, když budou pozemní síly požadovat blízkou leteckou podporu a to hlavně v noci, kdy probíhalo mnoho útoků ze strany Vietkongu. Jeho krátké působení ve válce ve Vietnamu bylo natolik úspěšné, že dalo vzniknout i jeho přezdívce Spooky (strašidlo, strašidelný). Účinek jeho zbraní na nepřátelskou živou sílu byl často skutečně děsivý.

## Vývoj a popis

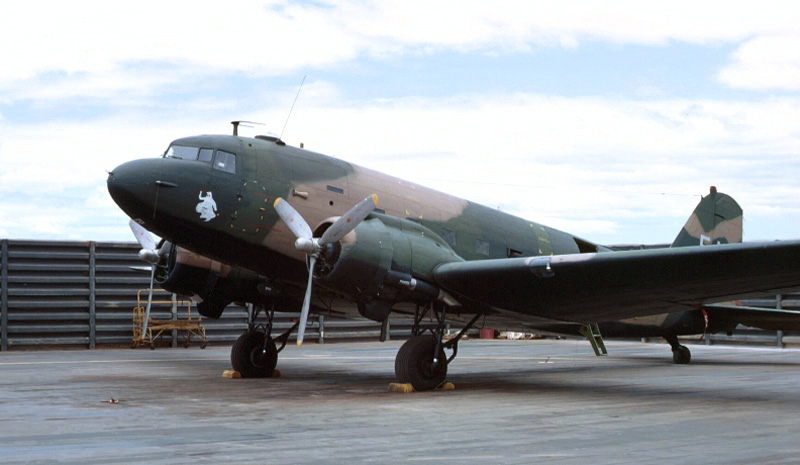
AC-47

V srpnu 1964, po letech experimentů s letouny palebné podpory s pevnými křídly dosáhl „Projekt Tailchaser“, který vedl kapitán Capt. John C. Simons, svého vrcholu. Tyto zkoušky zahrnovaly úpravu jednoho letounu Convair C-131B, aby byl schopen střílet pod určitým úhlem dolů z levého boku letounu jednou zbraní GAU-2/A Minigun. Bylo zjištěno, že pro piloty je poměrně jednoduché kroužit nad nepohyblivým cílem tak, aby zbraň na tento cíl neustále mířila a zasahovala jej s relativně velkou přesností. Zkoušky byly provedeny na letecké základně Eglin na Floridě. Provádělo je Armament Development and Test Center (Centrum pro vývoj a testování výzbroje), ale po počátečních testech bylo zkoušení kvůli nedostatku finančních prostředků přerušeno. V roce 1964 se kapitán Ron W. Terry vrátil ze služby ve Vietnamu, kde měl se svým týmem posoudit všechny aspekty protipovstaleckých leteckých operací. Zde si povšiml užitečnosti letounů C-47 a C-123, které kroužily nad nočním bojištěm a osvětlovali jej pomocí světlic. Dostal povolení vyzkoušet ostrou střelbu pomocí letounu C-131 a tak byl oživen program letounu palebné podpory střílejícího z boku stroje.
V říjnu 1964 dostal tým kapitána Terryho k dispozici letoun C-47D, aby jej v rámci Projektu Gunship přestavěl do podobného uspořádání jako letoun projektu Tailchaser a vyzbrojil jej trojicí minigunů. Ty byly původně montovány na místně vyrobené držáky, což byly v podstatě upravené závěsy SUU-11/A (ty byly později nahrazeny již speciálně pro tento účel zkonstruovanými MXU-470/A), které umožnily posádce palbu z levého boku letounu. Kapitán Terry a jeho zkušební tým přijeli na základnu Bien Hoa v Jižním Vietnamu 2. prosince 1964 s vybavením, které jim umožnilo upravit dva letouny C-47. První testovací letoun (43-48579) byl připraven 11. prosince 1964 a druhý 15. prosince 1964, kdy také prodělal svůj první bojový let. Oba byly přiděleny k „1st Air Commando Squadron“ pro testování v boji. Letouny nově označené „FC-47“ často působily pod radiovým volacím znakem „Puff“. K jejich hlavním úkolům patřila ochrana vesnic, osad a amerického personálu před masovými útoky ze strany Vietkongu.

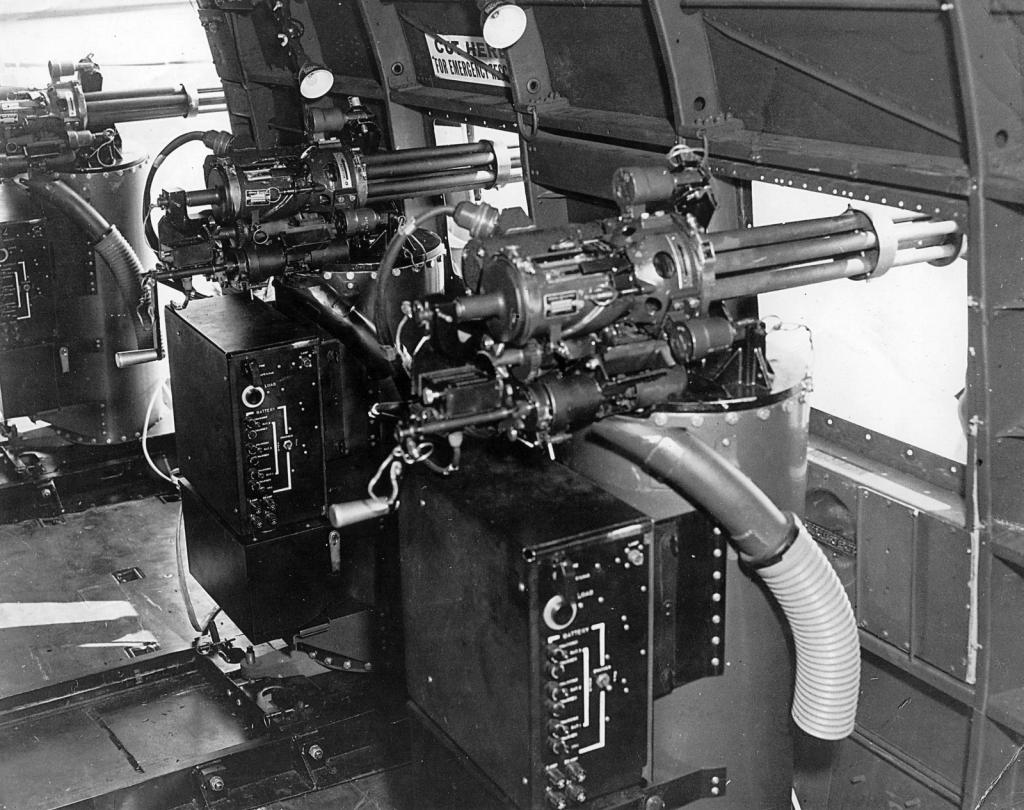
Baterie 3 kulometů M134 Minigun v AC-47

Letoun AC-47D byl upravený letoun USAF Douglas C-47 Skytrain (což byla vojenská verze letounu Douglas DC-3), který měl namontovány 3 vysokorychlostní rotační kulomety General Electric M134 Minigun ráže 7,62mm, které střílely skrze dva zadní okenní otvory a z bočních nákladních dveří. Každá z těchto zbraní dokázala vypálit až 6 000 střel za minutu. Všechny střílely na levou stranu (z pohledu pilota) letounu. Na podobných letounech založených na strojích C-47, a které sloužily po celém světě, se vyskytovalo i jiné složení zbraní. Zbraně byly ovládány pilotem, který je mohl ovládat jednotlivě nebo společně, ačkoliv v posádce byli i střelci, kteří pomáhali s ovládáním zbraní při jejich selhání a v podobných případech. Hlavní funkcí letounu bylo poskytování blízké letecké podpory pozemním jednotkám. Letoun mohl kroužit nad cílovou oblastí celé hodiny a poskytovat krycí palbu. Palba zbraní o délce 3 sekund pokryla střelami eliptickou oblast o průměru přibližně 47,5 m, přičemž kulky dopadaly zhruba 2,2 m od sebe. Letoun nesl také obvykle 48 světlic Mk.24 pro osvětlení nočního bojiště. Tyto světlice poskytovaly osvětlení bojiště po dobu 3 minut světlem o intenzitě 2 000 000 cd. Trojice zbraní dokázala za minutu vypálit až 18 000 střel. Taková minutová střelba dokázala pokrýt střelami vzdálenými od sebe asi 30 cm plochu o velikosti fotbalového hřiště. Letouny přitom střílely s velkou přesností, střely mohly dopadat klidně 30 m od vlastních jednotek.
Posádka se skládala obvykle ze 7 mužů (pilot, druhý pilot, navigátor, palubní inženýr, „loadmaster“ (správce nákladu) a dva střelci). Někdy byl na palubě i jihovietnamský pozorovatel jako osmý člen posádky. Velitel (pilot) prováděl střelbu, zatímco druhý pilot ovládal letadlo a řídil zbytek posádky. Navigátor obstarával komunikaci s pozemními jednotkami a určoval cíl, „loadmaster“ vyhazoval ručně na pokyn kapitána světlice ze zadních dveří letounu a střelci nabíjeli zbraně a pomáhali řešit problémy s nimi. Palubní inženýr se staral o chod všech systémů letounu.
Když byl představen letoun AC-47, nikdo nevěděl, jak úspěšný bude tento koncept, protože podobný letoun předtím nelétal. USAF se však ocitlo v prekérní situaci, když na počátku roku 1965 objednalo další 4 letouny palebné podpory. Nemělo jednoduše dost minigunů, aby vyzbrojilo další letouny po úpravě prvních dvou strojů, protože výrobce je nebyl schopen okamžitě dodat. Následující 4 letouny proto byly vybaveny 10 kulomety AN/M2 ráže .30. Bylo to rychlé řešení. Avšak tyto zbraně používaly střelivo, které ve skladech leželo ještě z dob 2. světové války a z Korejské války, což vedlo k tomu, že se snadno zasekly, produkovaly během palby velké množství zplodin a dokonce i účinek palby skupiny 10 kulometů se nevyrovnal účinku palby jediného minigunu. Všechny čtyři letouny byly upraveny do původního standardu, jakmile byly dodány další miniguny.
Letouny AC-47D by neměly být zaměňovány s malým počtem letounů C-47, které byly v 50. letech 20. století vybaveny elektronickým vybavením. Před rokem 1962 byly tyto letouny označeny právě AC-47D. Když bylo v roce 1962 sjednoceno označování vojenských letounů všech složek ozbrojených sil Spojených států, byly tyto letouny přeznačeny na EC-47D. Původní označení letounů palebné podpory u USAF bylo FC-47D (Fighter/Cargo neboli stíhací/nákladní), ale po protestech ze strany stíhacího letectva bylo toto označení změněno během roku 1965 na AC-47D (Attack/Cargo neboli útočný/nákladní). Celkem bylo do uspořádání AC-47 přestavěno 53 letounů. 41 z nich sloužilo ve Vietnamu, ztraceno jich bylo 19 – z toho 12 v boji.

## Operační historie

### Letectvo Spojených států amerických

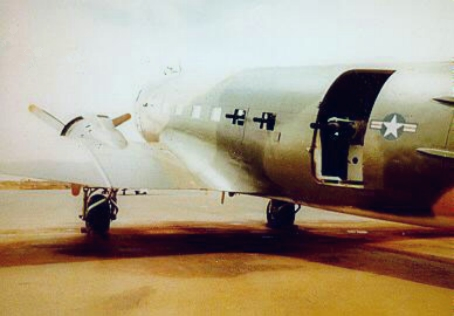
AC-47 na letecké základně Nha Trang v Jižním Vietnamu

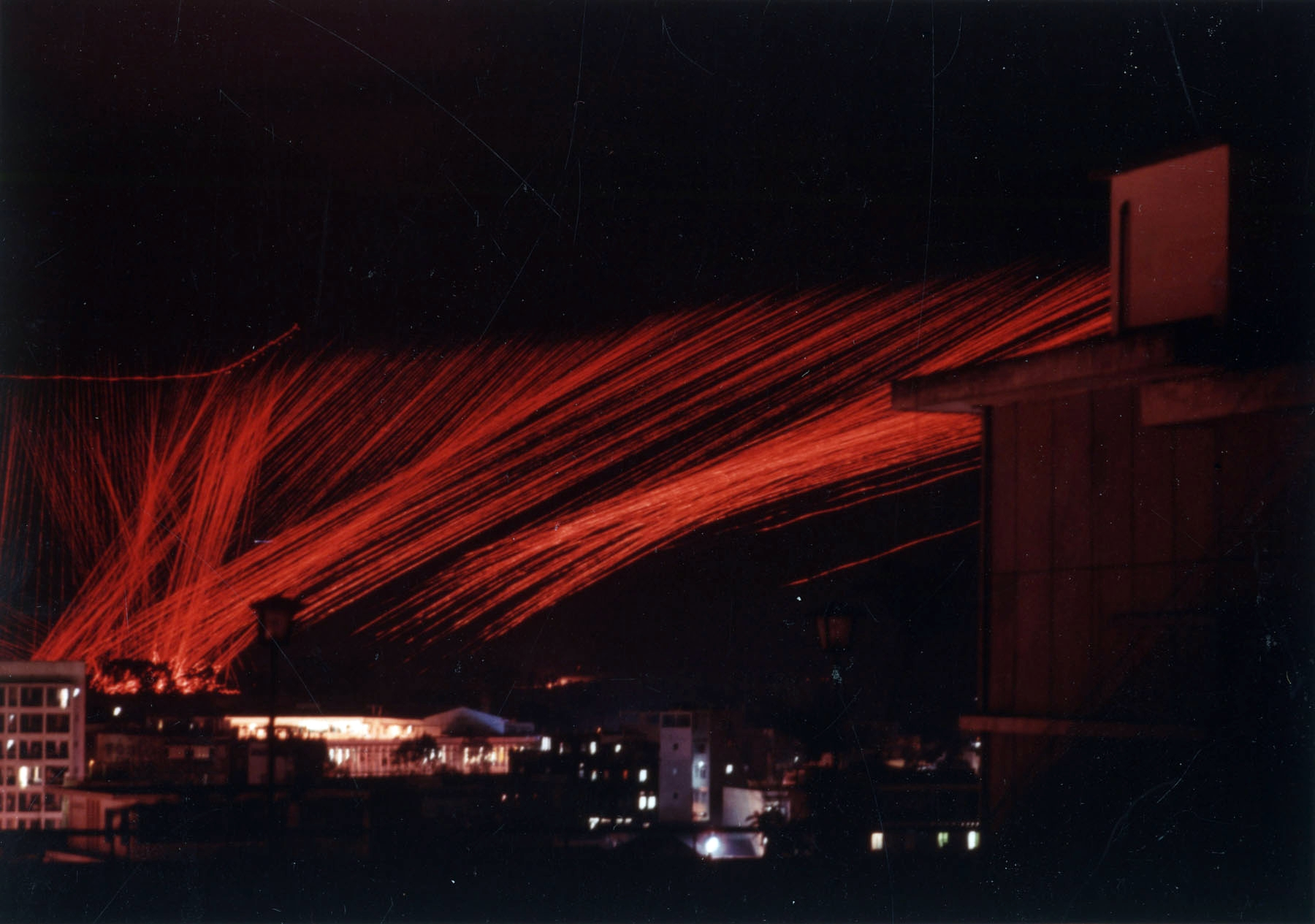
Střely letounu AC-47 na noční obloze nad Saigonem.

První výrazný úspěch letounu AC-47D přišel v noci z 23. na 24. prosince 1964. Letoun FC-47 dorazil k předsunuté základně amerických zvláštních sil (United States Army Special Forces) v Tranh Yend v deltě Mekongu 37 minut po obdržení požadavku na přímou leteckou podporu. Zde vypálil 4 500 nábojů, čím rozbil útok Vietkongu na základnu. Letoun byl následně povolán k podpoře předsunuté základny Trung Hung asi 20 mil daleko. Letoun opět oslabil útok Vietkongu a donutil jej k ústupu. Mezi 15. a 26. prosincem 1964 provedly letouny FC-47 16 bojových letů, které byly všechny úspěšné. 7. února 1965 letoun FC-47 létající nad oblastí Bong Son v Centrální vysočině předvedl své schopnosti v otupování síly ofenzívy Vietkongu, když během více než 4 hodin vypálil 20 500 nábojů na pozice Vietkongu v kopcích, přičemž se odhaduje, že zabil asi 300 nepřátel.
První zkoušky letounů byly natolik úspěšné, že druhý letoun byl na počátku roku 1965 poslán zpět do Spojených států, aby mohly být vycvičeny další posádky. Do listopadu 1965 již v rámci v srpnu nově vzniklé perutě 4th Air Commando Squadron (ACS) působilo 5 letounů a do konce roku 1965 bylo přestavěno celkem 26 letounů. Výcvikové oddělení 8, 1st Air Commando Wing bylo následně založeno na letecké základně Forbes v Kansasu. Během operace Big Shoot se 4th ACS rozrostla na 20 strojů AC-47 (16 letounů ve službě a 4 v rezervě).
4th ACS byla umístěna na leteckou základnu Tan Son Nhut ve Vietnamu 14. listopadu 1965. Nyní používala volací znak „Spooky“. Letouny kroužily nad cílovou oblastí proti směru hodinových ručiček ve výšce 3 000 stop rychlostí 120 uzlů. Každý pátý náboj byl značkovací. V běžném nasazení nesl letoun zásobu 16 500 nábojů a 45 světlic pro osvětlení bojiště. To mu umožňovalo zůstávat nad cílovou oblastí několik hodin a čekat na požadavek letecké podpory.
V květnu 1966 byla jednotka přesunuta na sever na základnu Nha Trang, aby se připojila k novému 14. leteckému křídlu (14th Air Commando Wing). 3rd Air Commando Squadron byla aktivována na základně Nha Trang 5. dubna 1968 jako druhá jednotka ve Vietnamu vybavená letouny AC-47D. U obou jednotek byl k 1. srpnu 1968 změněn jejich název na Special Operations Squadron (SOS). Letky obou perutí byly umístěny na základnách po celém Jižním Vietnamu a jedna letka 4. perutě speciálních operací sloužila na základně thajského královského letectva Udorn se 432. taktickým průzkumným křídlem.

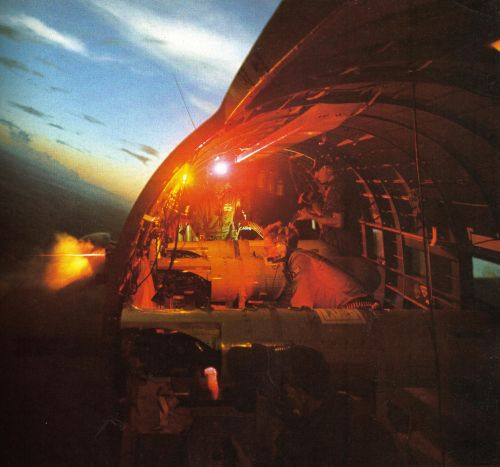
Palba Minigunů z letounu AC-47.

Jednou z nejznámějších bitev ve válce ve Vietnamu se stalo obležení základny Khe Sanh severovietnamskou armádou na počátku roku 1968, která je známa pod označením „Operace Niagara.“ Více než 24 000 letů taktických letounů a 2 700 letů letounů B-52 svrhlo 110 000 tun munice, což znamenalo průměrně 300 bojových letů denně. Během dvou a půl měsíců bojů v této malé oblasti byly letouny AC-47 ve dne i v noci ve vzduchu. Ve dne i v noci letouny AC-47 udržovaly stálou palbu na nepřátelské jednotky. Navíc během temnoty osvětlovaly pozice nepřátelských jednotek.
Bojová hlášení naznačují, že ani jedna z 3 926 osad a pozic, která byla pod ochranou letounů AC-47D, nebyla ztracena. Existuje nepřeberné množství zpráv od civilního i leteckého personálu, že posádky letounů AC-47D jim svým příletem a podporou zachránily život. Během své služby ve Vietnamu vypálily 97 miliónů střel, přičemž zabily více než 5 300 nepřátel.
Letouny AC-47D působily převážně v noci. Palba palubních zbraní vytvářela na noční obloze bizarní světelné efekty. Byl to právě proud ohnivě rudých střel z nebe, který dal letounu přezdívku po bájných dracích („Puff, the Magic Dragon“ nebo „Dragonship“).
Letouny sloužily ve Vietnamu u USAF pět let do září 1969. Poté Spojené státy zahájily projekt Gunship II (Lockheed AC-130) a Gunship III (Fairchild AC-119) a mnoho zbývajících strojů AC-47D předáno Vietnamskému letectvu (VNAF), Laoskému královskému letectvu (RLAF) a po svržení prince Norodoma Sihanuka i Kambodži.

### Ostatní letectva

Uživatelé letounů AC-47

V roce 2006 zahájila provozování upravených letounů AC-47T, které jsou mezi lidmi známé pod označením Avion fantasma (letadla duchů). Letadla byla úspěšně nasazena kolumbijským letectvem v protipartyzánských operacích ve spolupráci s vrtulníky AH-60 Arpia (ozbrojená varianta vrtulníku UH-60) a letouny Cessna A-37 Dragonfly proti místním ilegálním ozbrojeným skupinám. Kolumbie má i pět letounů Basler BT-67, které jsou vybaveny kulomety GAU-19/A ráže 12,7 mm, které jsou ovládány infračerveným detekčním systémem. Mohou rovněž nést bomby. Nejméně jeden byl vybaven jedním kulometem GAU-19/A a leteckým kanónem ráže 20 mm. BT-67 je variantou letounu C-47/DC-3 upravenou společností Basler Corporation of Oshkosh, Wisconsin.
V roce 1970 indonéské letectvo upravilo původně civilní letoun DC-3 instalací 3 kulometů ráže 12,7 mm. Během roku 1975 indonéské letectvo použilo letoun během invaze na Východní Timor, přičemž letoun byl použit při útoku na město Dili. Později byl letoun používán indonéskou armádou pro přímou leteckou podporu během operací na Východním Timoru. Datum jeho vyřazení není známo.
V letech 1984–85 Spojené státy dodaly dva letouny AC-47 Salvadoru a cvičily i posádky pro tyto letouny. Tyto letouny měly instalovány tři kulomety ráže 12,7 mm a mohly podporovat armádní pozemní operace.
Varianty letounů AC-47 včetně letounů BT-67, byly používány v Laosu, Kambodže, Jižní Africe, Čínské republice, Salvadoru a Rhodesii. Letouny používaly nejrůznější složení výzbroje, které sestávalo z různých typů středních a těžkých kulometů a automatických kanónů (např. Jihoafrická republika používala kanóny ráže 20 mm).

## Vystavené letouny
- AC-47D Spooky, s/n 43-15510 je vystaven v Air Commando Park, Hurlburt Field na Floridě.[7]

## Specifikace (AC-47D)
Technické údaje pocházejí z časopisu „AIR FORCE Magazine“ a oficiálních stránek „National Museum of the USAF“.

### Technické údaje
- Posádka: 7-8 (pilot, druhý pilot, navigátor, palubní inženýr, „loadmaster“ (správce nákladu), dva střelci a jihovietnamský pozorovatel)
- Rozpětí: 28,96 m
- Délka: 19,63 m
- Výška: 5,16 m
- Nosná plocha: 91,7 m²
- Plošné zatížení: 162,5 kg/m²
- Prázdná hmotnost: 8 200 kg
- Vzletová hmotnost: 14 970 kg (33 000 liber)
- Pohonná jednotka: 2× dvouhvězdicový 14válec Pratt & Whitney R-1830
- Výkon pohonné jednotky: 1 200 koní (895 kW)

### Výkony
- Cestovní rychlost: 282 km/h (175 mph, 152 uzlů) ve výšce ? m
- Maximální rychlost: 370 km/h (230 mph, 200 uzlů) ve výšce ? m
- Rychlost během útoku: 222 km/h (138 mph, 120 uzlů)
- Dolet (s nákladem): 2 575 km (1 600 mil, 1 390 námořních mil)
- Vytrvalost: maximálně 7 hodin (obvykle však 5 nebo 6 hodin)
- Dostup: 7 450 m (24 450 stop)
- Stoupavost: ? m/s (? m/min)
- Poměr výkon/hmotnost: 0,15 k/lb (0,24 kW/kg)

### Výzbroj
- 3× rotační kulomet General Electric GAU-2/M134 ráže 7,62 x 51 mm NATO se zásobou 16 500 nábojů nebo
- 10× kulomet Browning M1919 (AN/M2) ráže .30-06 Springfield (dočasné řešení)
- 48× světlice Mk.24

## Uživatelé

### Současní uživatelé
Kolumbie
- Kolumbijské letectvo – používá 7 letounů AC-47T Fantasma.[8]

### Bývalí uživatelé
Filipíny
- Filipínské letectvo

 Indonésie
- Indonéské letectvo – používalo určitý počet původně civilních C-47, které byly upraveny jako letouny přímé palebné podpory.

 Jihoafrická republika
- Jihoafrické letectvo

 Khmerská republika
- Khmérské národní letectvo

 Laoské království
- Laoské královské letectvo

 Republika Rhodesie
- Rhodéské letectvo – používalo místně upravený letoun C-47.

 Salvador
- Salvadorské letectvo

 Spojené státy americké
- Letectvo Spojených států amerických – hlavní uživatel letounů

 Thajsko
- Thajské královské letectvo

 Vietnamská republika
- Letectvo Vietnamské republiky

#### Související vývoj
- Douglas C-47 Skytrain
- Douglas DC-3

#### Podobná letadla
- Fairchild AC-119
- Lockheed AC-130